# اليرموك (الكويت)
اليرموك هي منطقة من مناطق محافظة العاصمة في الكويت ، يحدها من الشمال منطقة الخالدية و من الجنوب خيطان و من الشرق قرطبة و من الغرب الري . و هي تقع بين الدائري الرابع و الدائري الخامس و شارع الملك فيصل بن عبد العزيز آل سعود و طريق المطار .
كانت تُسمى في السابق جنوب الخالدية ثم أصبح اسمها اليرموك.
اليرموك من المناطق السكنية الحديثة ، تأسست في بداية الثمانينيات ، كانت تابعة لمحافظة الفروانية ثم في أواخر التسعينات أصبحت تابعة لمحافظة العاصمة ، وأشهر مدارسها مدرسة ثانوية اليرموك.
سميت بهذا الاسم نسبة إلى معركة اليرموك الشهيرة بين المسلمين و الروم .

## أعلام
- مشاري العرادة